# Mistrovství světa v judu 1979 – muži – lehká váha (-71kg)
Zápasy v judu na X. mistrovství světa v kategorii lehkých vah mužů proběhly v Paříži, 8. prosinec 1979.

## Finále
| Finále        |               |
| ------------- | ------------- |
| Kijoto Kacuki | Kijoto Kacuki |
| Ezio Gamba    | Kijoto Kacuki |

## Opravy / O bronz
Do oprav se dostali judisté, kteří během turnaje prohráli svůj zápas s jedním ze dvou finalistů.
| opravy    | opravy             | opravy           | o bronz          |                  |
| --------- | ------------------ | ---------------- | ---------------- | ---------------- |
| volný los | Džilali Ben-Brahim | Alonzo Henderson | Alonzo Henderson | Tamaz Namgalauri |
| volný los | Džilali Ben-Brahim | Alonzo Henderson | Alonzo Henderson | Tamaz Namgalauri |
|           | Alonzo Henderson   | Alonzo Henderson | Alonzo Henderson | Tamaz Namgalauri |
|           |                    | Anelson Vieira   | Alonzo Henderson | Tamaz Namgalauri |
|           |                    |                  | Tamaz Namgalauri | Tamaz Namgalauri |
| volný los | Nasif Melika       | Alexis Álvarez   | Christian Dyot   | Neil Adams       |
| volný los | Nasif Melika       | Alexis Álvarez   | Christian Dyot   | Neil Adams       |
|           | Alexis Álvarez     | Alexis Álvarez   | Christian Dyot   | Neil Adams       |
|           |                    | Christian Dyot   | Christian Dyot   | Neil Adams       |
|           |                    |                  | Neil Adams       | Neil Adams       |

## Pavouk
|   | 1/64             | 1/32               | 1/16               | čtvrtfinále      | semifinále       | finále        |
| - | ---------------- | ------------------ | ------------------ | ---------------- | ---------------- | ------------- |
| A | Saúdská Arábie   | Alain Cyr          | Alain Cyr          | Anelson Vieira   | Kijoto Kacuki    | Kijoto Kacuki |
| A | Alain Cyr        | Alain Cyr          | Alain Cyr          | Anelson Vieira   | Kijoto Kacuki    | Kijoto Kacuki |
| A | volný los        | Jacques Bayle      | Alain Cyr          | Anelson Vieira   | Kijoto Kacuki    | Kijoto Kacuki |
| A | volný los        | Jacques Bayle      | Alain Cyr          | Anelson Vieira   | Kijoto Kacuki    | Kijoto Kacuki |
| A | volný los        | Anelson Vieira     | Anelson Vieira     | Anelson Vieira   | Kijoto Kacuki    | Kijoto Kacuki |
| A | volný los        | Anelson Vieira     | Anelson Vieira     | Anelson Vieira   | Kijoto Kacuki    | Kijoto Kacuki |
| A | volný los        | Ronosulisto        | Anelson Vieira     | Anelson Vieira   | Kijoto Kacuki    | Kijoto Kacuki |
| A | volný los        | Ronosulisto        | Anelson Vieira     | Anelson Vieira   | Kijoto Kacuki    | Kijoto Kacuki |
| A | volný los        | Kijoto Kacuki      | Kijoto Kacuki      | Kijoto Kacuki    | Kijoto Kacuki    | Kijoto Kacuki |
| A | volný los        | Kijoto Kacuki      | Kijoto Kacuki      | Kijoto Kacuki    | Kijoto Kacuki    | Kijoto Kacuki |
| A | volný los        | Džilali Ben-Brahim | Kijoto Kacuki      | Kijoto Kacuki    | Kijoto Kacuki    | Kijoto Kacuki |
| A | volný los        | Džilali Ben-Brahim | Kijoto Kacuki      | Kijoto Kacuki    | Kijoto Kacuki    | Kijoto Kacuki |
| A | volný los        | Fahad Al-Farhan    | Alonzo Henderson   | Kijoto Kacuki    | Kijoto Kacuki    | Kijoto Kacuki |
| A | volný los        | Fahad Al-Farhan    | Alonzo Henderson   | Kijoto Kacuki    | Kijoto Kacuki    | Kijoto Kacuki |
| A | volný los        | Alonzo Henderson   | Alonzo Henderson   | Kijoto Kacuki    | Kijoto Kacuki    | Kijoto Kacuki |
| A | volný los        | Alonzo Henderson   | Alonzo Henderson   | Kijoto Kacuki    | Kijoto Kacuki    | Kijoto Kacuki |
| B | volný los        | Johann Leo         | Johann Leo         | Johann Leo       | Tamaz Namgalauri | Kijoto Kacuki |
| B | volný los        | Johann Leo         | Johann Leo         | Johann Leo       | Tamaz Namgalauri | Kijoto Kacuki |
| B | volný los        | Hugo Assunção      | Johann Leo         | Johann Leo       | Tamaz Namgalauri | Kijoto Kacuki |
| B | volný los        | Hugo Assunção      | Johann Leo         | Johann Leo       | Tamaz Namgalauri | Kijoto Kacuki |
| B | volný los        | Melnick            | Melnick            | Johann Leo       | Tamaz Namgalauri | Kijoto Kacuki |
| B | volný los        | Melnick            | Melnick            | Johann Leo       | Tamaz Namgalauri | Kijoto Kacuki |
| B | volný los        | Tommy Riggs        | Melnick            | Johann Leo       | Tamaz Namgalauri | Kijoto Kacuki |
| B | volný los        | Tommy Riggs        | Melnick            | Johann Leo       | Tamaz Namgalauri | Kijoto Kacuki |
| B | volný los        | Ronny Nilsson      | Erich Lehmann      | Tamaz Namgalauri | Tamaz Namgalauri | Kijoto Kacuki |
| B | volný los        | Ronny Nilsson      | Erich Lehmann      | Tamaz Namgalauri | Tamaz Namgalauri | Kijoto Kacuki |
| B | volný los        | Erich Lehmann      | Erich Lehmann      | Tamaz Namgalauri | Tamaz Namgalauri | Kijoto Kacuki |
| B | volný los        | Erich Lehmann      | Erich Lehmann      | Tamaz Namgalauri | Tamaz Namgalauri | Kijoto Kacuki |
| B | volný los        | Mike Picken        | Tamaz Namgalauri   | Tamaz Namgalauri | Tamaz Namgalauri | Kijoto Kacuki |
| B | volný los        | Mike Picken        | Tamaz Namgalauri   | Tamaz Namgalauri | Tamaz Namgalauri | Kijoto Kacuki |
| B | volný los        | Tamaz Namgalauri   | Tamaz Namgalauri   | Tamaz Namgalauri | Tamaz Namgalauri | Kijoto Kacuki |
| B | volný los        | Tamaz Namgalauri   | Tamaz Namgalauri   | Tamaz Namgalauri | Tamaz Namgalauri | Kijoto Kacuki |
| C | Fernando Murillo | Marian Tałaj       | Neil Adams         | Neil Adams       | Neil Adams       | Ezio Gamba    |
| C | Marian Tałaj     | Marian Tałaj       | Neil Adams         | Neil Adams       | Neil Adams       | Ezio Gamba    |
| C | volný los        | Neil Adams         | Neil Adams         | Neil Adams       | Neil Adams       | Ezio Gamba    |
| C | volný los        | Neil Adams         | Neil Adams         | Neil Adams       | Neil Adams       | Ezio Gamba    |
| C | volný los        | Vojislav Vujević   | Vojislav Vujević   | Neil Adams       | Neil Adams       | Ezio Gamba    |
| C | volný los        | Vojislav Vujević   | Vojislav Vujević   | Neil Adams       | Neil Adams       | Ezio Gamba    |
| C | volný los        | Károly Molnár      | Vojislav Vujević   | Neil Adams       | Neil Adams       | Ezio Gamba    |
| C | volný los        | Károly Molnár      | Vojislav Vujević   | Neil Adams       | Neil Adams       | Ezio Gamba    |
| C | volný los        | Guillermo D'Nelson | Guillermo D'Nelson | Günter Krüger    | Neil Adams       | Ezio Gamba    |
| C | volný los        | Guillermo D'Nelson | Guillermo D'Nelson | Günter Krüger    | Neil Adams       | Ezio Gamba    |
| C | volný los        | Nicolae Vlad       | Guillermo D'Nelson | Günter Krüger    | Neil Adams       | Ezio Gamba    |
| C | volný los        | Nicolae Vlad       | Guillermo D'Nelson | Günter Krüger    | Neil Adams       | Ezio Gamba    |
| C | volný los        | Angelo Ruiz        | Günter Krüger      | Günter Krüger    | Neil Adams       | Ezio Gamba    |
| C | volný los        | Angelo Ruiz        | Günter Krüger      | Günter Krüger    | Neil Adams       | Ezio Gamba    |
| C | volný los        | Günter Krüger      | Günter Krüger      | Günter Krüger    | Neil Adams       | Ezio Gamba    |
| C | volný los        | Günter Krüger      | Günter Krüger      | Günter Krüger    | Neil Adams       | Ezio Gamba    |
| D | volný los        | Christian Dyot     | Christian Dyot     | Christian Dyot   | Ezio Gamba       | Ezio Gamba    |
| D | volný los        | Christian Dyot     | Christian Dyot     | Christian Dyot   | Ezio Gamba       | Ezio Gamba    |
| D | volný los        | I Sang-sik         | Christian Dyot     | Christian Dyot   | Ezio Gamba       | Ezio Gamba    |
| D | volný los        | I Sang-sik         | Christian Dyot     | Christian Dyot   | Ezio Gamba       | Ezio Gamba    |
| D | volný los        | Tan Chin Kee       | Engelbert Dörbandt | Christian Dyot   | Ezio Gamba       | Ezio Gamba    |
| D | volný los        | Tan Chin Kee       | Engelbert Dörbandt | Christian Dyot   | Ezio Gamba       | Ezio Gamba    |
| D | volný los        | Engelbert Dörbandt | Engelbert Dörbandt | Christian Dyot   | Ezio Gamba       | Ezio Gamba    |
| D | volný los        | Engelbert Dörbandt | Engelbert Dörbandt | Christian Dyot   | Ezio Gamba       | Ezio Gamba    |
| D | volný los        | Nasif Melika       | Ezio Gamba         | Ezio Gamba       | Ezio Gamba       | Ezio Gamba    |
| D | volný los        | Nasif Melika       | Ezio Gamba         | Ezio Gamba       | Ezio Gamba       | Ezio Gamba    |
| D | volný los        | Ezio Gamba         | Ezio Gamba         | Ezio Gamba       | Ezio Gamba       | Ezio Gamba    |
| D | volný los        | Ezio Gamba         | Ezio Gamba         | Ezio Gamba       | Ezio Gamba       | Ezio Gamba    |
| D | volný los        | Manucher           | Alexis Álvarez     | Ezio Gamba       | Ezio Gamba       | Ezio Gamba    |
| D | volný los        | Manucher           | Alexis Álvarez     | Ezio Gamba       | Ezio Gamba       | Ezio Gamba    |
| D | volný los        | Alexis Álvarez     | Alexis Álvarez     | Ezio Gamba       | Ezio Gamba       | Ezio Gamba    |
| D | volný los        | Alexis Álvarez     | Alexis Álvarez     | Ezio Gamba       | Ezio Gamba       | Ezio Gamba    |